# Fidicina ethelae
Espèce
Fidicina ethelae est une espèce d'Insectes Hémiptères de la famille des Cicadidae.

## Description
Selon GBIF (3 janvier 2024), citant Allen F. Sanborn (2018) : 
« Fidicina ethelae is generally larger than F. mannifera with a wingspan greater than 130 mm. The species can be distinguished further by the timbal cover of the male extending below the metascutellar plate, the male operculum being an approximate right triangle, the fore femora proximal and apical spines being angled with respect to the femoral axis, and the lateral branch of the uncus is recurved. »
— Allen F. Sanborn (2018)

« Fidicina ethelae est généralement plus grande que F. mannifera avec une envergure supérieure à  130 mm. L'espèce se distingue en outre par la couverture timbale (en) du mâle qui s'étend sous la plaque métascutellaire, l'opercule du mâle qui forme approximativement un triangle droit, les épines proximales et apicales des fémurs antérieurs qui sont inclinées par rapport à l'axe fémoral, et la branche latérale de l'uncus (en) qui est recourbée. »

## Répartition
L'espèce basionyme Majeorona ethelae a été décrite en 1925 et en Équateur par l'entomologie Frederic Webster Goding (1858-1933). Selon GBIF (3 janvier 2024), citant Allen F. Sanborn (2018) (qui cite également Metcalf 1963a), elle est présente au Brésil, en Colombie, au Costa Rica, en Équateur, au Panama, au Pérou et au Vénézuela.

## Systématique
Le nom valide complet (avec auteur) de ce taxon est Fidicina ethelae (Goding (en), 1925).
Fidicina ethelae a pour synonyme :
- Majeorona ethelae (basionyme) Goding, 1925

### Publication originale
- (en) Frederic Webster Goding, « Synopsis of the Cicadidae of Ecuador », Revista del Colegio Nacional Vicente Rocafuerte, vol. 7,‎ 1925, p. 1-34 (OCLC 63605895)